# Coupe du monde de baseball 1982
La Coupe du monde de baseball 1982 est la 27e édition de cette épreuve mettant aux prises les meilleures sélections nationales. La phase finale s'est tenue du 4 au 14 septembre 1982 en Corée du Sud.
L'équipe de Corée du Sud a remporté son premier trophée mondial lors d'un tournoi marqué par l'absence de l'équipe de Cuba, tenante du titre depuis trois éditions.

## Format du tournoi
Les dix équipes participantes jouent les unes contre les autres dans une poule unique. Si une équipe mène de plus de 10 points après le début de la 7e manche, le match est arrêté (mercy rule).

## Classement final
| Pl.                | Sélection        |
| ------------------ | ---------------- |
| Médaille d'or      | Corée du Sud     |
| Médaille d'argent  | Japon            |
| Médaille de bronze | États-Unis       |
| 4                  | Taïwan           |
| 5                  | Canada           |
| 6                  | Pays-Bas         |
| 7                  | Panama           |
| 8                  | Rép. dominicaine |
| 9                  | Australie        |
| 10                 | Italie           |

## Résultats

### Tableau de résultats
| Corée du Sud     | 1-2   | 7-6  | 3-0  | 4-2 | 11-0 | 5-1   | 6-0 | 2-1 | 5-2 |
| Japon            | 2-3   | 7-1  | 6-3  | 7-2 | 5-0  | 18-7  | 3-2 | 4-1 | -   |
| États-Unis       | 13-2  | 14-7 | 5-1  | 7-6 | 11-3 | 0-1   | 3-2 | -   | -   |
| Taïwan           | 2-0   | 11-8 | 3-1  | 4-3 | 6-4  | 17-11 | -   | -   | -   |
| Canada           | 10-6  | 7-4  | 8-18 | 2-0 | 8-4  | -     | -   | -   | -   |
| Pays-Bas         | 12-11 | 2-6  | 8-2  | 6-5 | -    | -     | -   | -   | -   |
| Panama           | 8-4   | 6-4  | 3-2  | -   | -    | -     | -   | -   | -   |
| Rép. dominicaine | 6-5   | 10-5 | -    | -   | -    | -     | -   | -   | -   |
| Australie        | 6-4   | -    | -    | -   | -    | -     | -   | -   | -   |

### Classement
| Pl. | Équipe           | J | V | D | PM | PC | %    |
| --- | ---------------- | - | - | - | -- | -- | ---- |
| 1   | Corée du Sud     | 9 | 8 | 1 | 44 | 14 | .889 |
| 2   | Japon            | 9 | 7 | 2 | 54 | 24 | .778 |
| 3   | États-Unis       | 9 | 6 | 3 | 55 | 28 | .667 |
| 4   | Taïwan           | 9 | 6 | 3 | 47 | 39 | .667 |
| 5   | Canada           | 9 | 5 | 4 | 55 | 72 | .556 |
| 6   | Pays-Bas         | 9 | 3 | 6 | 39 | 65 | .333 |
| 7   | Panama           | 9 | 3 | 6 | 35 | 40 | .333 |
| 8   | Rép. dominicaine | 9 | 3 | 6 | 43 | 46 | .333 |
| 9   | Australie        | 9 | 2 | 7 | 47 | 68 | .222 |
| 10  | Italie           | 9 | 2 | 7 | 37 | 60 | .222 |

J : rencontres jouées, V : victoires, D : défaites, PM : points marqués, PC : points concédés, % : pourcentage de victoire.